# Julija Wassiljewna Bytschkowa
Julija Wassiljewna Bytschkowa (russisch Юлия Васильевна Бычкова; * 2. September 1979 in Moskau) ist eine russische Architektin und Landschaftsarchitektin.

## Leben
Bytschkowas Vater Wassili Wladimirowitsch Bytschkow ist Architekt und Unternehmer. Er ist Direktor des Moskauer Hauses der Kunst für Ausstellungen und Mitglied der Gesellschaftlichen Kammer der Russischen Föderation. Ihre Mutter Anna Alexandrowna Schtschetinina ist Architektin und Künstlerin. Bytschkowa ist verheiratet mit dem Architekten Anton Kotschurkin und hat zwei Kinder.
Nach dem Besuch des Tomski-Kunstlyzeums der Russischen Akademie der Künste studierte Bytschkowa 1997–2003 am Moskauer Architektur-Institut (MArchI) am Lehrstuhl für Wohngebäude und öffentliche Gebäude und arbeitete in der Werkstatt A. D. Larins. Bereits während des Studiums arbeitete sie im Architekturbüro Terra ihrer Mutter, wo sie Projekte für Privathäuser und Wohnungen entwickelte, Wandbilder für ein Kino malte und Entwürfe für verschiedene Einrichtungen machte.
2003–2005 projektierte Bytschkowa in dem von Alexandra Leonidowna Pawlowa und Juri Eduardowitsch Grigorjan 1999 gegründeten Architekturbüro Projekt Meganom Geschäftsgebäude und städtische Wohnhäuser. Sie war beteiligt am Projekt für den Bau des Luxury Village an der Rubljowo-Uspensker Chaussee.

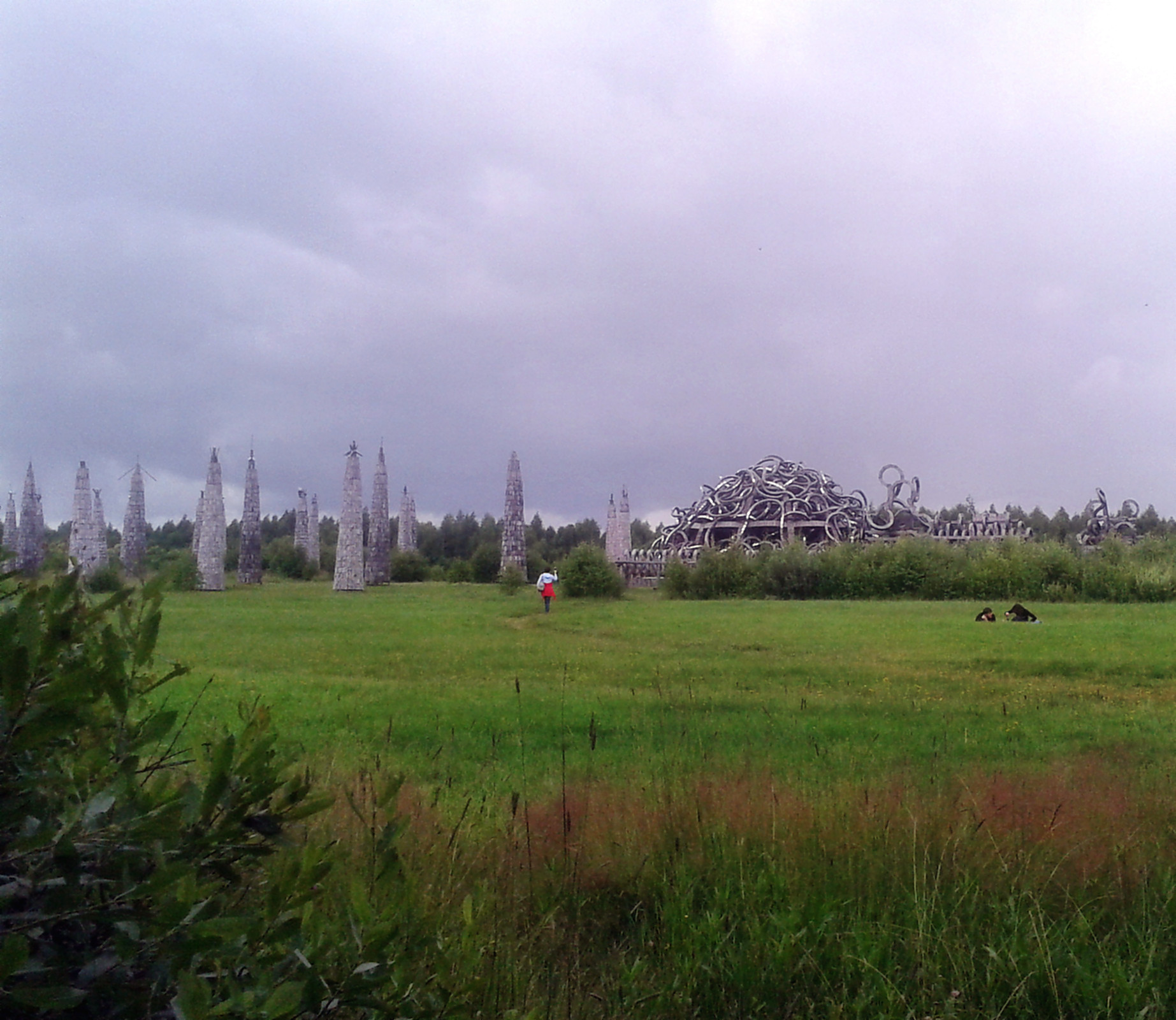
Nikola-Leniwez-Kunst-Park

Seit 2006 veranstaltet Bytschkowa zusammen mit ihrem Mann das von Nikolai Wladimirowitsch Polisski 2006 gegründete jährliche Land-Art-Festival ArchStojanije auf einem Gelände beim Dorf Nikola-Leniwez in der Oblast Kaluga, wo 2010 Maxim Jurjewitsch Nogotkow den Nikola-Leniwez-Kunst-Park gründete. 2016 wurde sie Direktorin des Nikola-Leniwez-Kunst-Parks.
2017 absolvierte Bytschkow einen Business-Kurs der International Higher School of Brand management and Marketing (IHSBM). Im selben Jahr wurde sie Geschäftsführerin der Projektgruppe 8. Linie für Gartenkunst.
Bytschkowa lehrt an der Moskauer Hochschule für Sozial- und Wirtschaftswissenschaften.